# Haunstrup Sogn
Haunstrup Sogn er et sogn i Herning Nordre Provsti (Viborg Stift).
I 1919 blev Haunstrup Kirke og i 1920 blev Studsgård Kirke indviet som filialkirker til Snejbjerg Kirke. Studsgård og Havnstrup blev så kirkedistrikter i Snejbjerg Sogn, som hørte til Hammerum Herred i Ringkøbing Amt. I 1922 blev de to kirkedistrikter udskilt som det selvstændige Studsgård-Haunstrup Sogn, der i 1958 blev delt i Studsgård Sogn og Haunstrup Sogn.
Snejbjerg sognekommune inkl. de to udskilte sogne blev ved kommunalreformen i 1970 indlemmet i Herning Kommune.
I sognet findes følgende autoriserede stednavne:
- Albæk (bebyggelse, ejerlav)
- Havnstrup (bebyggelse, ejerlav)
- Havnstrup Plantage (areal)
- Kirsebærmose (areal, bebyggelse)
- Mølsted Bæk (vandareal)